# Viktimologi
Viktimologi är det akademiska studiet av viktimisering och brottsoffer och av personer som riskerar att utsättas för brott. Ämnet ägnar sig bland annat åt studier av samspelet mellan brottsoffer och rättsväsende (polis och domstolar), samt åt hur brottsoffret påverkas av andra institutioner som media och sociala och ekonomiska institutioner. Viktimologin som vetenskapsgren utgår från att bedriva vetenskaplig forskning på ett kritiskt och opartiskt sätt samtidigt med beaktning av de rådande makt- och fördelningsfrågorna i samhället. De strukturella skillnaderna som finns bidrar till olika maktpositioner som är centrala för utsatthet och offerskap. Exempel på olika maktpositioner kan vara ålder, kön och etnicitet.

## Bakgrund
Viktimologi utvecklades som en gren ur kriminologin under 1980-talet. Viktimologi som vetenskap har under de senare decennierna blivit allt mer uppmärksammat. Dels har regeringen fokuserat mer på brottsutsatthet, dels har utsatthet fått ett större medialt intresse. Även inom kriminalpolitiken har viktimologi fått en mer central roll. Idag går det nästan inte att diskutera åtgärder mot brott utan att ta hänsyn till den viktimologiska aspekten.
Till en början användes termen viktimologi för studier av relationerna mellan offer och förövare, där offrets delaktighet i brottet betonades. Det var först vid 80-talet som viktimologin utvecklades och inriktade sig generellt på frågor rörande offer för brott.
1994 grundades Brottsoffermyndigheten i Sverige som är viktimologins egna myndighet.  Deras huvudsakliga uppgift är att, med sin brottsofferfond, stödja brottsoffers rättigheter och driva brottsofferrelaterad forskning och frågor. Dit hör också studier i fall där ingen brottsling lyckats knytas till brottet och det därmed inte kunnat bli fråga om en rättegång eller dom, men även mekanismer bakom falska brottsanmälan.
Samhällsvetenskapligt kan viktimologin inrikta sig på hur offrets omgivning eller samhället reagerar på brottsfall, till exempel genom skuldbeläggning av offret eller genom att skylla offret för att ha medverkat till att framkalla brottet, eller genom att studera hur ett samhälle påverkas av att en gärningsman inte gripits.
En del brott kan innebära att stora delar av en befolkning kan vara brottsoffer kollektivt, så till exempel vid folkmord, krigsbrott och terroristbrott.

## Olika ideologier inom viktimologin
Inom viktimologin och viktimisering finns tre huvudsakliga ideologier - konservativ, liberal och radikal-kritisk. 

### Konservativ
Den konservativa viktimologin fokuserar på att se samband och mönster i viktimiseringsprocesser. Exempelvis hur levnadsmönster hos offret påverkar skapandet av den egna viktimiseringen. Fokus inom denna gren är på den synliga viktimologin där individen har ett större ansvar för att undvika att utsättas för brott. Offer och icke-offer skiljs från varandra där offer anses ha utmärkande psykologiska och sociala egenskaper.

### Liberal
Inom den liberala inriktningen ligger fokus på den viktimisering som sker till följd av den dolda brottsligheten. Viktimisering av offer för brott begångna av den övre klassen, multinationella företag, stater och företag är primär inom denna inriktning. Offer för denna typ av brott uppfattar ofta inte att de utsatts för brott. Den liberala viktimologin betonar vikten av återupprättelsen för offret och förespråkar att detta kan uppnås genom exempelvis restitution, medling eller försoning. 

### Radikal - kritisk
Inom radikal-kritiska grenen fokuserar på mer strukturella förklaringar och intresserar sig för hur detta påverkar viktimiseringsprocessen. Mänskliga rättigheter och mänskligt lidande studeras av forskare inom denna ideologi. Det mänskliga lidandet (såsom fattigdom, svält och arbetslöshet) beskrivs som minst lika skadligt som konsekvenserna av brott. I skapandet av brottsoffer anses även rättssystemet ha en betydande roll. Inom denna gren studeras hur olika typer av brott mot de mänskliga rättigheterna begångna av staten betraktas som legitima handlingar. Exempelvis polisens regelbrott, orättfärdiga ingripanden, felaktiga domar och politisk korruption.

## Det "idealiska offret"
Det idealiska offret är en teori inom kriminologin som kriminologen och socionomen Nils Christie etablerade 1986. I teori lyfter han fram sex egenskaper huruvida en person får full legitim status som ett offer. Utifrån teorin kring det ideala offret går det att se hur olika rådande maktordningar påverkar samhällets kollektiva sympati för ett brottsoffer.
Den viktimologiska disciplinen fokuserar även på brottsofferhierarkin och hur den påverkar synen på offerskap. En del brottsoffer erhåller högre offerstatus i samhället. De samhällsmedlemmar som tillskrivits lägre social status och anses “maktlösa” hamnar lägre ner i hierarkin. Exempelvis hemlösa, prostituerade och invandrare. När dessa personer blir utsatta för brott riskerar de och deras erfarenheter att i större utsträckning bli ifrågasatta än  personer högre i hierarkin.